# 류구 (일본)

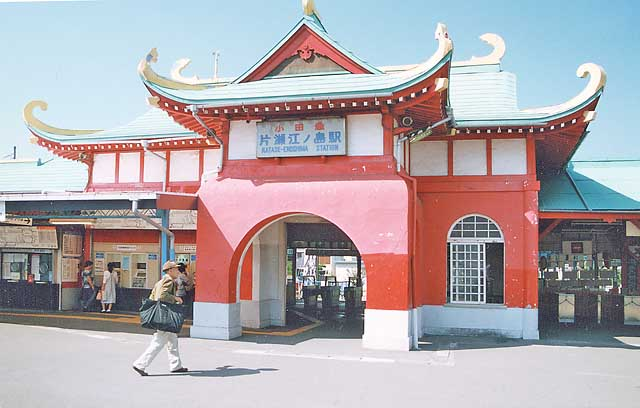
류구 형상물

류구(일본어: 龍宮 또는 일본어: 竜宮; 용궁) 또는 가이구(일본어: 海宮; 해궁)은 일본 곳곳에 전해 내려오는 해신과 관련된 전설 속에 등장하는 해신의 궁전을 말한다. 류구죠(일본어: 竜宮城; 용궁성)이라고도 불린다.

## 같이 보기
- 162173 류구